# Walter Mühlhausen

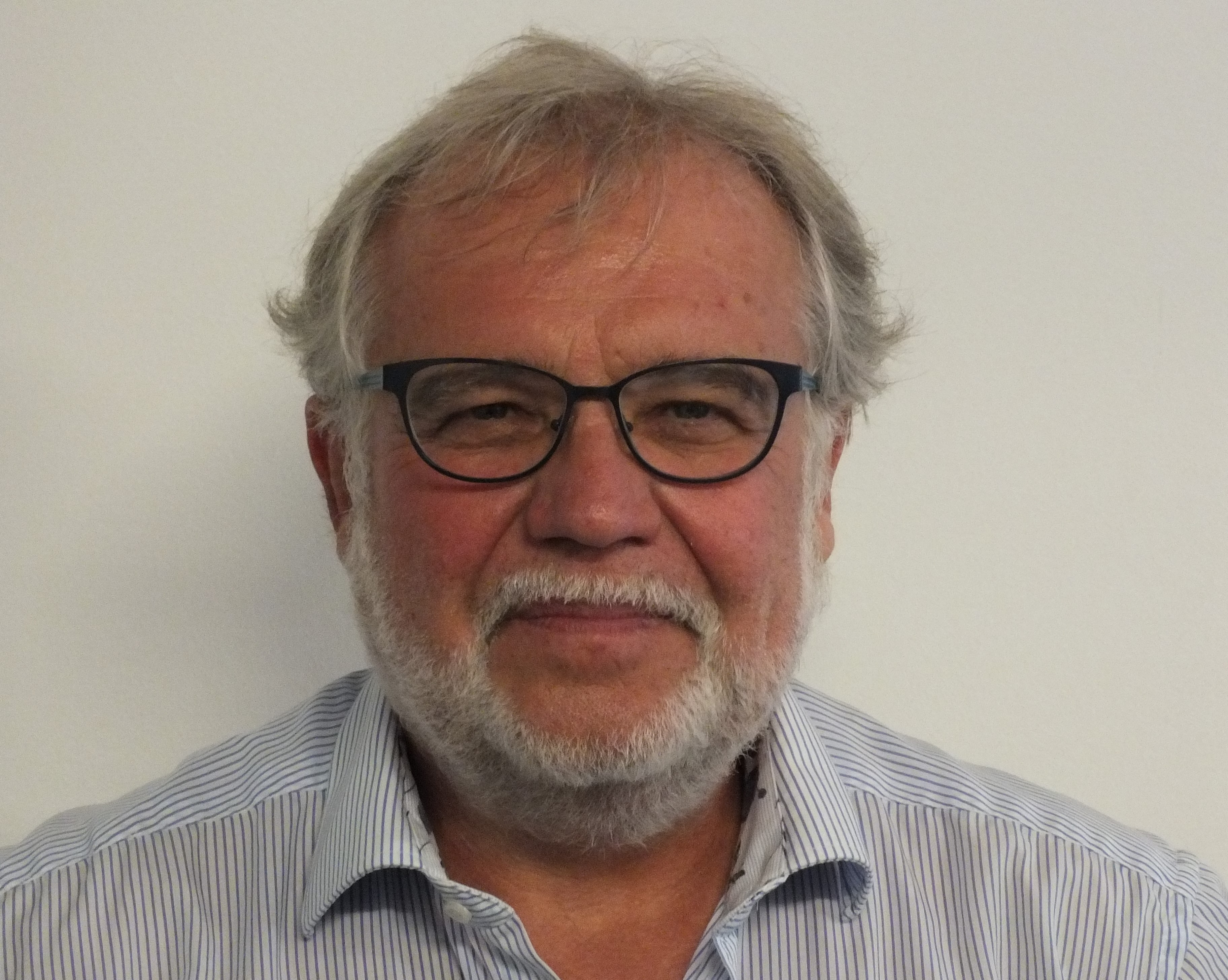
Walter Mühlhausen, 2021

Walter Mühlhausen (* 9. Dezember 1956 in Eichenberg, Nordhessen) ist ein deutscher Historiker und Hochschullehrer.

## Leben
Das Studium der Germanistik, Geschichte, Politik und Pädagogik der Universität Kassel schloss er mit dem ersten Staatsexamen ab. Von 1983 bis 1986 war er wissenschaftlicher Mitarbeiter für Neuere und Neueste Geschichte an der Universität Kassel. Nach der Promotion 1985 in Kassel war er von 1986 bis 2008 wissenschaftlicher Mitarbeiter und stellvertretender Geschäftsführer der Stiftung Reichspräsident-Friedrich-Ebert-Gedenkstätte. Von 1995 bis 2005 unterrichtete er als Lehrbeauftragter an der Universität Mannheim. Nach der Habilitation 2006 an der TU Darmstadt ist er seit 2006 Privatdozent an der Technischen Universität Darmstadt. Er war von 2008 bis 2023 Geschäftsführer und von 2015 bis 2023 Mitglied des Vorstands der Stiftung Reichspräsident-Friedrich-Ebert-Gedenkstätte. Zum außerplanmäßigen Professor wurde er 2012 an der Technischen Universität Darmstadt ernannt.
Er ist Mitglied der Kommission für Politische und Parlamentarische Geschichte des Landes Hessen beim Hessischen Landtag, dort unter anderem auch Mitglied der „Arbeitsgruppe zur Erforschung der NS-Vergangenheit ehemaliger hessischer Landtagsabgeordneter“, des wissenschaftlichen Beirates des Vereins zur Geschichte der Arbeiterbewegung in Hessen, des wissenschaftlichen Beirats „Weimarer Republik“, des wissenschaftlichen Beirats des Grenzmuseums Schifflersgrund, der Hessischen Historischen Kommission Darmstadt, der Historischen Kommission für Nassau (Wiesbaden) und der Historischen Kommission für Hessen (Marburg), jeweils durch Berufung und der Historischen Kommission beim Parteivorstand der SPD (gewählt). Er gehört dem Wissenschaftlichen Beirat des Vereins Weimarer Republik zum Haus der Weimarer Republik an.
Nach jahrelanger Forschung legte er 2006 eine monumentale wissenschaftliche Abhandlung über Friedrich Ebert vor. Dazu hat er in rund vierzig Archiven recherchiert und unter anderem mehr als einhundert Nachlässe konsultiert.

## Schriften (Auswahl)
- Friedrich Ebert – Stationen seines Lebens, Stiftung Reichspräsident Friedrich-Ebert-Gedenkstätte, Heidelberg 2021, ISBN 978-3-928880-62-6.
- Hessen in der Weimarer Republik. Politische Geschichte 1918–1933. Waldemar Kramer, Wiesbaden 2021, ISBN 978-3-7374-0490-7.
- Das Weimar-Experiment. Die erste deutsche Demokratie 1918–1933. Dietz, Bonn 2019, ISBN 978-3-8012-4261-9.
- „Das große Ganze im Auge behalten.“ Philipp Scheidemann, Oberbürgermeister von Kassel (1920–1925). Historische Kommission für Hessen, Marburg 2011, ISBN 978-3-942225-11-3.
- Friedrich Ebert 1871–1925. Reichspräsident der Weimarer Republik. Dietz, Bonn 2006, ISBN 3-8012-4164-5.
- Hessen 1945–1950. Zur politischen Geschichte eines Landes in der Besatzungszeit. Insel, Frankfurt 1985 (zugl. Diss. Kassel 1984/85).